# Tadeu Ferreira
Tadeu Antonio Ferreira (Joaquim Távora, 4 febbraio 1992) è un calciatore brasiliano, portiere del Goiás.

## Carriera
Il 24 marzo 2018 ha realizzato una rete su calcio di rigore in occasione dell'incontro del Campionato Paulista vinto 3-1 contro il Red Bull Brasil.
Ha esordito in Série A il 29 aprile 2019 disputando con il Goiás l'incontro vinto 1-0 contro il Fluminense.